# Bartłomiej Möller
Bartłomiej Sebastian Möller SJ (ur. 23 sierpnia 1641 w Braniewie, zm. 28 lipca 1702 w Świętej Lipce) – jezuita, misjonarz dworski, prefekt szkół i bursy w Reszlu, kapelan poselstwa w Moskwie, superior w Świętej Lipce, budowniczy sanktuarium maryjnego w Świętej Lipce.

## Życiorys

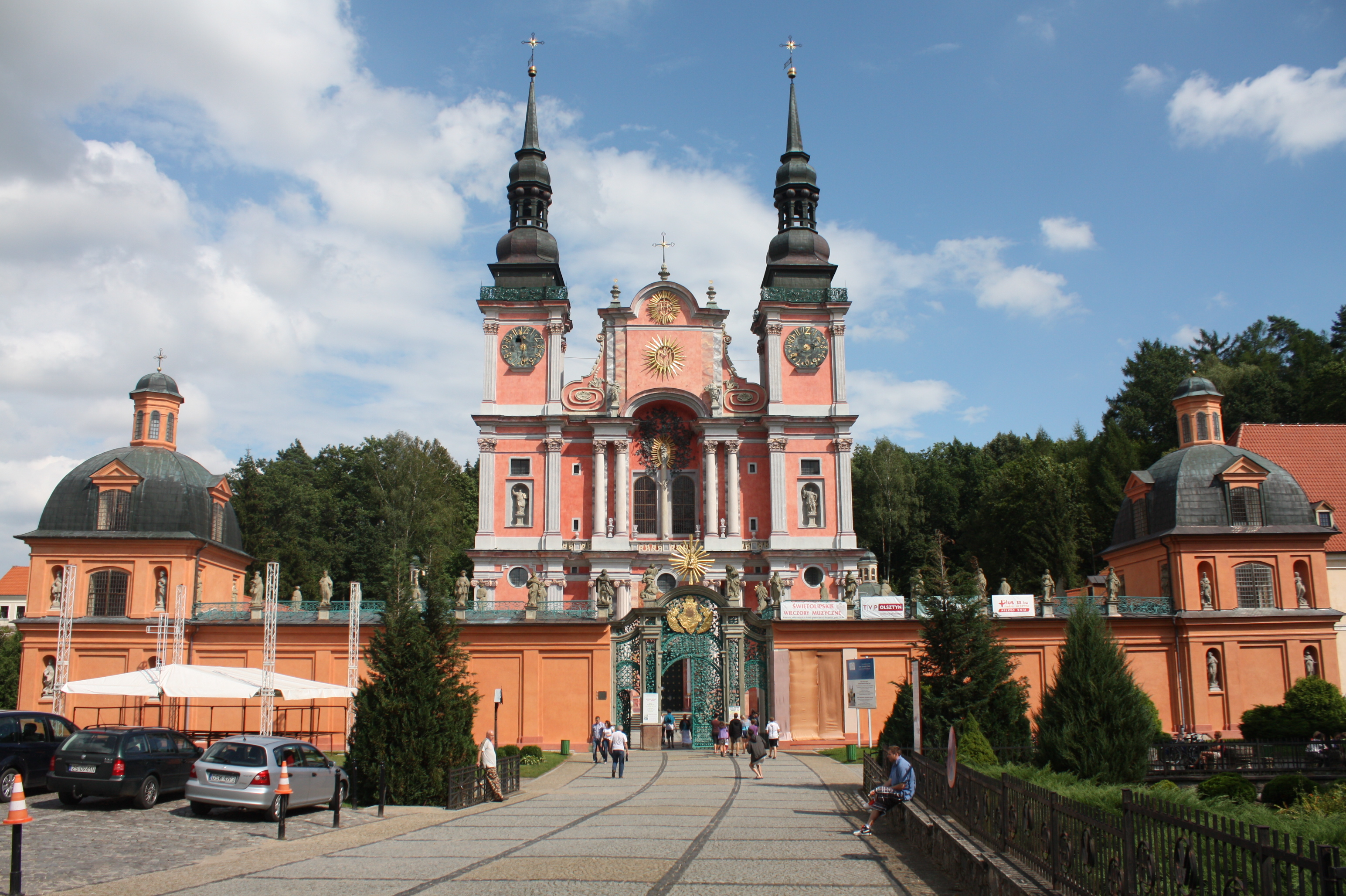
O. Möller zastał w 1688 fundamenty świątyni w Świętej Lipce, a pozostawił w chwili śmierci, w 1702, niemal ukończone sanktuarium

Bartłomiej urodził się 23 sierpnia 1641 roku, tj. w przeddzień liturgicznego wspomnienia św. Bartłomieja Apostoła, na którego cześć otrzymał pierwsze imię, na drugie dano mu – Sebastian. Pobierał nauki najpierw w rodzinnym Braniewie, następnie, po przerwie, w Reszlu, potem studiował w Poznaniu, Wiedniu i Wilnie. W roku szkolnym 1669/1670 był w kolegium jezuickim w Reszlu prefektem kongregacji uczniowskiej (sodalicji mariańskiej). W 1674 uzyskał w Akademii Wileńskiej tytuł magistra sztuk wyzwolonych i filozofii. Następnie studiował teologię w Wilnie. Wstąpił do zakonu jezuitów dość późno, gdy miał już 36 lat. W Wilnie 19 grudnia 1677 w domu zakonnym przy kościele św. Ignacego Loyoli rozpoczął nowicjat. Na początku nowicjatu otrzymał już święcenia kapłańskie, bo miał ukończone wymagane studia. Po dwuletnim nowicjacie został skierowany domu zakonnego w rodzinnym Braniewie, gdzie zarządzał dobrami ziemskimi w kolegium jezuickim jako procurator pagorum. W samej szkole jednak nie nauczał. W 1681 z tytułem „misjonarz dworski” (missionarius aulicus) został wychowawcą trzech synów wojewody wileńskiego Kazimierza Jana Sapiehy, który tu, do Braniewa, ich posłał po wykształcenie: Jerzego Stanisława, Michała Franciszka i Aleksandra Pawła. W 1684 zwolniony z obowiązków dworskich został kaznodzieją w Reszlu. Działał z zapałem nie tylko w samej miejscowości, lecz angażował się w posługę w całej okolicy. Wszędzie propagował kult jezuickiego misjonarza św. Franciszka Ksawerego. Mimo że dane mu było posługiwać w mieście przez krótki okres, dzięki jego gorliwości w nowennie do św. Franciszka Ksawerego uczestniczył magistrat miasta Reszla.
W sierpniu 1685 prowincjał litewski Grzegorz Schill posłał ojca Möllera do Moskwy jako kapelana do pomocy o. Janowi Schmidtowi. O. Möller udał się tam w orszaku kanclerza wielkiego litewskiego Marcjana Ogińskiego. Ojcowie Bartłomiej Möller i Mikołaj Narmunth przyjechali do Moskwy w styczniu 1686, aby zastąpić tam o. Schmidta, który miał wrócić do Wilna, oraz zmarłego ojca Boye. Na miejscu od razu zajął się z zapałem spowiadaniem, głoszeniem kazań i posługą wśród chorych, mimo decyzji generała zakonu, że będzie musiał z poselstwem wrócić do Wilna.
Po powrocie z Moskwy do Wilna w maju 1686 г., o. Bartłomiej został mianowany kapelanem obozowym (misionarius castrensis). Posługiwał tu z takim samym zaangażowaniem: codziennie spowiadał, głosił kazania i opiekował się chorymi. Jego gorliwość połączona z uprzejmością przyczyniała się do tego, że oficerowie, nawet protestanci, w wyznaczonych dniach prowadzali swoich żołnierzy do spowiedzi. Chorych pocieszał i karmił, sam pełniąc często funkcję kucharza i pielęgniarza. Skuteczność swoich działań przypisywał wstawiennictwu patrona – św. Franciszka Ksawerego. Po dwóch latach posługi jako kapelan wojskowy powierzone mu zostało zupełnie nowe zadanie: kierowanie budową sanktuarium w Świętej Lipce, po tym gdy dotychczasowy superior misji, Marcin Wobbe, zmarł 16 czerwca 1688 roku.
Bartłomiej Möller, jako nowo mianowany superior, przybył do Świętej Lipki w listopadzie 1688 roku. Zastał tam wylane fundamenty i zbudowane podziemia do wysokości posadzki. W ciągu czterech lat intensywnych prac wzniesiono mury, kościół nakryto dachem i postawiono na nim wieżyczkę na sygnaturkę, ale wnętrze pozostawało bez ozdób, bez umeblowania, a nawet bez posadzki. Ojciec Möller zdecydował się jednak na konsekrację świątyni. 15 sierpnia 1693 kościół został konsekrowany przez biskupa warmińskiego Jana Stanisława Zbąskiego z wielką okazałością w obecności licznego duchowieństwa, tysięcy wiernych, a także innowierców z Prus. Od tego czasu zaczęli tu przybywać tu nie tylko liczni pobożni pielgrzymi, ale także wielu wiedzionych niosącą się sławą wznoszonej okazałej świątyni. Nie czekając na ukończenie budowli, o. Bartłomiej zajął się urządzaniem wnętrza kościoła. W 1696 ułożono kamienną posadzkę, co umożliwiło urządzanie wnętrza – wstawianie ław, konfesjonałów i ołtarzy.
O. Möller zastał fundamenty kościoła, a pozostawił kościół prawie gotowy (brakowało tylko wież i szczegółów fasady), cały dom zakonny i trzy boki krużganka (brakowało tylko strony północnej). We wnętrzu były ławki, konfesjonały, ambona i sześć ołtarzy bocznych.
Bartłomiej Möller zmarł 28 lipca 1702 w Świętej Lipce.